# Love Fantastic Tour 2014 ~Otsuka Ai wa Maho Tsukai～
Albums de Ai Ōtsuka
Love Fantastic
(2014)
Love Fantastic Tour 2014 ~Otsuka Ai wa Maho Tsukai～ est le 1er album live de Ai Ōtsuka, sorti sous le label Avex Trax le 17 décembre 2014 au Japon.

## Liste des titres
| 1.  | Action 10.5 (アクション10.5)                           |  |
| 2.  | 9                                                      |  |
| 3.  | Fu Fu Fu (フフフ)                                      |  |
| 4.  | 5:09a.m.                                               |  |
| 5.  | CHUxCHU                                                |  |
| 6.  | Chu-Lip                                                |  |
| 7.  | Peach                                                  |  |
| 8.  | Is                                                     |  |
| 9.  | Mawari Mawaru Mawareba Mawaro (マワリ廻るマワレバ回ろ) |  |
| 10. | Haneari Tamago (羽ありたまご)                          |  |
| 11. | Lai Lai (ライライ)                                     |  |
| 12. | Re:Name                                                |  |
| 13. | Amaenbo (甘えんぼ)                                     |  |

| 1.  | Hello me                           |  |
| 2.  | Lucky☆Star                         |  |
| 3.  | More More (モアモア)               |  |
| 4.  | Zokkondition (ゾッ婚ディション)    |  |
| 5.  | Love Fantastic                     |  |
| 6.  | Hikari (ヒカリ (Encore))           |  |
| 7.  | Gomen ne. (Encore) (ごめんね。)    |  |
| 8.  | I ♥××× (Encore)                    |  |
| 9.  | Mirai Taxi (Encore) (未来タクシー) |  |
| 10. | Sakuranbo (Encore) (さくらんぼ)    |  |